# Sífutás a 2002. évi téli olimpiai játékokon
A  2002. évi téli olimpiai játékokon a sífutás versenyszámait Salt Lake Cityben rendezték február 9. és 24. között.

## Részt vevő nemzetek
A versenyeken 44 nemzet 260 sportolója vett részt.
- Ausztria (AUT) (7)
- Brazília (BRA) (2)
- Bulgária (BUL) (2)
- Costa Rica (CRC) (1)
- Csehország (CZE) (10)
- Dél-Korea (KOR) (5)
- Egyesült Államok (USA) (15)
- Észtország (EST) (10)
- Fehéroroszország (BLR) (14)
- Finnország (FIN) (14)
- Franciaország (FRA) (7)
- Görögország (GRE) (2)
- Horvátország (CRO) (3)
- Irán (IRI) (1)
- Írország (IRL) (1)
- Japán (JPN) (12)
- Kamerun (CMR) (1)
- Kanada (CAN) (6)
- Kazahsztán (KAZ) (14)
- Kenya (KEN) (1)
- Kína (CHN) (3)
- Lengyelország (POL) (1)
- Lettország (LAT) (1)
- Liechtenstein (LIE) (2)
- Litvánia (LTU) (4)
- Macedónia (MKD) (1)
- Magyarország (HUN) (4)
- Moldova (MDA) (2)
- Mongólia (MGL) (2)
- Nepál (NEP) (1)
- Németország (GER) (11)
- Norvégia (NOR) (18)
- Olaszország (ITA) (17)
- Oroszország (RUS) (16)
- Örményország (ARM) (2)
- Románia (ROU) (1)
- Spanyolország (ESP) (3)
- Svájc (SUI) (10)
- Svédország (SWE) (16)
- Szlovákia (SVK) (6)
- Szlovénia (SLO) (5)
- Thaiföld (THA) (1)
- Törökország (TUR) (2)
- Ukrajna (UKR) (6)

## Éremtáblázat
(Az egyes számoszlopok legmagasabb értéke, vagy értékei vastagítással kiemelve.)
| A 2002. évi téli olimpiai játékok éremtáblázata sífutásban | A 2002. évi téli olimpiai játékok éremtáblázata sífutásban | A 2002. évi téli olimpiai játékok éremtáblázata sífutásban | A 2002. évi téli olimpiai játékok éremtáblázata sífutásban | A 2002. évi téli olimpiai játékok éremtáblázata sífutásban | Olimpia  |
| ---------------------------------------------------------- | ---------------------------------------------------------- | ---------------------------------------------------------- | ---------------------------------------------------------- | ---------------------------------------------------------- | -------- |
|                                                            | Ország                                                     | Arany                                                      | Ezüst                                                      | Bronz                                                      | Összesen |
| 1.                                                         | Norvégia (NOR)                                             | 4                                                          | 3                                                          | 4                                                          | 11       |
| 2.                                                         | Olaszország (ITA)                                          | 2                                                          | 2                                                          | 2                                                          | 6        |
| 3.                                                         | Oroszország (RUS)                                          | 2                                                          | 1                                                          | 1                                                          | 4        |
| 4.                                                         | Németország (GER)                                          | 1                                                          | 2                                                          | 2                                                          | 5        |
| 5.                                                         | Észtország (EST)                                           | 1                                                          | 1                                                          | 1                                                          | 3        |
| 6.                                                         | Ausztria (AUT)                                             | 1                                                          | 1                                                          | 0                                                          | 2        |
| 7.                                                         | Kanada (CAN)                                               | 1                                                          | 0                                                          | 0                                                          | 1        |
|                                                            |                                                            |                                                            |                                                            |                                                            |          |
| 8.                                                         | Csehország (CZE)                                           | 0                                                          | 2                                                          | 0                                                          | 2        |
|                                                            |                                                            |                                                            |                                                            |                                                            |          |
| 9.                                                         | Svájc (SUI)                                                | 0                                                          | 0                                                          | 1                                                          | 1        |
| 9.                                                         | Svédország (SWE)                                           | 0                                                          | 0                                                          | 1                                                          | 1        |
|                                                            |                                                            |                                                            |                                                            |                                                            |          |
| Összesen                                                   | Összesen                                                   | 12                                                         | 12                                                         | 12                                                         | 36       |

## Érmesek

### Férfi
| A 2002. évi téli olimpiai játékok érmesei férfi sífutásban |                                                                                    |           |                                                                                           |           |                                                                                           |           |
| Versenyszám                                                | Arany                                                                              | Arany     | Ezüst                                                                                     | Ezüst     | Bronz                                                                                     | Bronz     |
| 10 + 10 km, üldözőverseny                                  | Frode Estil · Norvégia (NOR)                                                       | 49:48,9   | Thomas Alsgaard · Norvégia (NOR)                                                          | 49:48,9   | Per Elofsson · Svédország (SWE)                                                           | 49:52,9   |
| 15 km, klasszikus stílus                                   | Andrus Veerpalu · Észtország (EST)                                                 | 37:07,4   | Frode Estil · Norvégia (NOR)                                                              | 37:43,4   | Jaak Mae · Észtország (EST)                                                               | 37:50,8   |
| 30 km, szabadstílus                                        | Christian Hoffmann · Ausztria (AUT)                                                | 1:11:31,0 | Mikhail Botvinov · Ausztria (AUT)                                                         | 1:11:32,3 | Kristen Skjeldal · Norvégia (NOR)                                                         | 1:11:42,7 |
| 50 km, klasszikus stílus                                   | Mihail Ivanov · Oroszország (RUS)                                                  | 2:06:20,8 | Andrus Veerpalu · Észtország (EST)                                                        | 2:06:44,5 | Odd-Bjørn Hjelmeset · Norvégia (NOR)                                                      | 2:08:41,5 |
| 4 × 10 km, váltó                                           | Norvégia (NOR) · Anders Aukland · Frode Estil · Kristen Skjeldal · Thomas Alsgaard | 1:32:45,5 | Olaszország (ITA) · Fabio Maj · Giorgio Di Centa · Pietro Piller Cottrer · Cristian Zorzi | 1:32:53,8 | Németország (GER) · Jens Filbrich · Andreas Schlütter · Tobias Angerer · René Sommerfeldt | 1:33:34,5 |
| Egyéni sprint                                              | Tor-Arne Hetland · Norvégia (NOR)                                                  | 2:56,9    | Peter Schlickenrieder · Németország (GER)                                                 | 2:57,0    | Cristian Zorzi · Olaszország (ITA)                                                        | 2:57,2    |

### Női
| A 2002. évi téli olimpiai játékok érmesei női sífutásban | |           |                                                                                          |           | |           |
| Versenyszám                                              | Arany                                                                                              | Arany     | Ezüst                                                                                    | Ezüst     | Bronz                                                                                                | Bronz     |
| 5 + 5 km, üldözőverseny                                  | Beckie Scott · Kanada (CAN)                                                                        | 25:09,9   | Kateřina Neumannová · Csehország (CZE)                                                   | 25:10,0   | Viola Bauer · Németország (GER)                                                                      | 25:11,1   |
| 10 km, klasszikus stílus                                 | Bente Skari-Martinsen · Norvégia (NOR)                                                             | 28:05,6   | Julija Csepalova · Oroszország (RUS)                                                     | 28:09,9   | Stefania Belmondo · Olaszország (ITA)                                                                | 28:45,8   |
| 15 km, szabadstílus                                      | Stefania Belmondo · Olaszország (ITA)                                                              | 39:54,4   | Kateřina Neumannová · Csehország (CZE)                                                   | 40:01,3   | Julija Csepalova · Oroszország (RUS)                                                                 | 40:02,7   |
| 30 km, klasszikus stílus                                 | Gabriella Paruzzi · Olaszország (ITA)                                                              | 1:30:57,1 | Stefania Belmondo · Olaszország (ITA)                                                    | 1:31:01,6 | Bente Skari-Martinsen · Norvégia (NOR)                                                               | 1:31:36,3 |
| 4 × 5 km, váltó                                          | Németország (GER) · Manuela Henkel · Viola Bauer · Claudia Künzel-Nystad · Evi Sachenbacher-Stehle | 49:30,6   | Norvégia (NOR) · Marit Bjørgen · Bente Skari · Hilde Gjermundshaug Pedersen · Anita Moen | 49:31,9   | Svájc (SUI) · Andrea Huber · Laurence Rochat · Brigitte Albrecht Loretan · Natascia Leonardi Cortesi | 50:03,6   |
| Egyéni sprint                                            | Julija Csepalova · Oroszország (RUS)                                                               | 3:10,6    | Evi Sachenbacher-Stehle · Németország (GER)                                              | 3:12,2    | Anita Moen-Guidon · Norvégia (NOR)                                                                   | 3:12,7    |